# Paus Sixtus III
Sixtus III (Rome, ? - aldaar, 18 of 19 augustus 440) was de 44e paus van de Rooms-Katholieke Kerk. Hij oefende onder de pausen Zosimus, Bonifatius I en Coelestinus I ook al veel invloed uit. Hij werd tot paus benoemd op 31 juli 432. Zijn diaken, Leo, zou hem later weer opvolgen als paus Leo I. Sixtus III onderhield correspondentie met Augustinus.
Krachtig verdedigde hij de bestuursmacht van Rome over Illyricum tegen de bisschop van Thessaloniki. Op de plaats van de Basilica Liberiana te Rome bouwde hij Santa Maria Maggiore als herinnering aan het concilie van Efeze. Op dit concilie was de positie van Maria als moeder van Christus vastgesteld, en door een kerk aan haar te wijden, toonde de paus zijn betrokkenheid bij dit besluit.
Sixtus III is een heilige. Zijn feestdag is 28 maart en 19 augustus.